# 瓦罕河

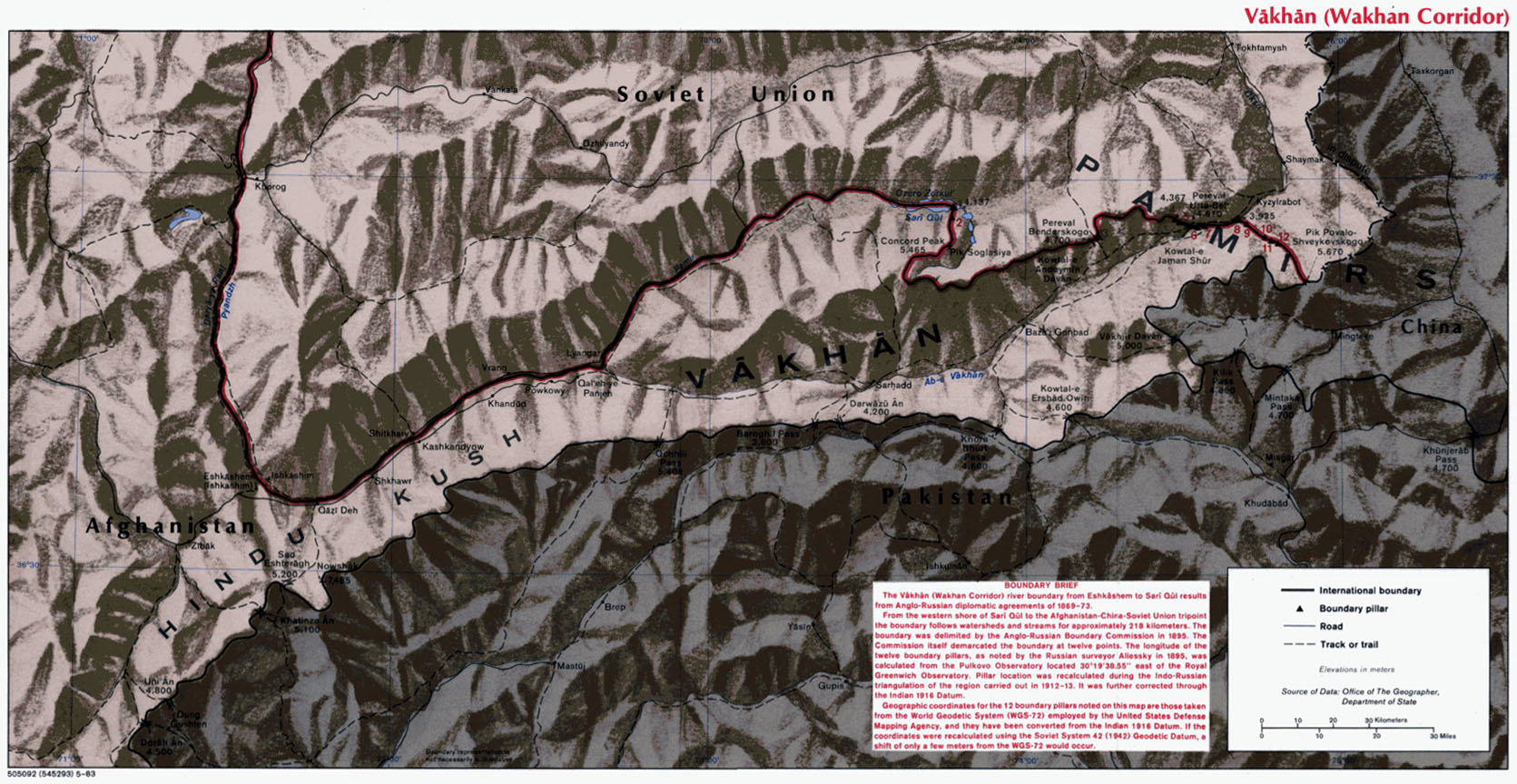
瓦罕走廊的地图，包含瓦罕河

瓦罕河 (波斯語：اب واخان), Abe Vâxân  Вахондарё, Vaxondaryo)是阿富汗东北部瓦罕县的一条河流，为喷赤河的一条支流。
瓦罕河发源于兴都库什山脉瓦根基达坂的西部，瓦根基河是瓦罕河的河源，和源出卡克马同提尼湖西侧的布扎依达里亚河(Boza'i Darya，也称小帕米尔河) 在瓦根基达坂以西约40km处的布扎依贡巴德汇流而成 。汇流不远，小帕米尔山脉临近尾端，河流窄深而湍急，两岸崖岩峭立。此处开始河岸上长有桦树、刺柏。Sarhadd以西约40km处，河流流入一约3km、宽的凹地，此处植被稀少，有矮柳生长。流经Sarhadd时河流变宽进入人口更多的河谷地区。
瓦罕河在Sarhadd出峡谷，然后在37°01′0″N 72°40′30″E / 37.01667°N 72.67500°E与发源于佐库里湖的帕米尔河河汇合，西流至Qala Panja后，称喷赤河。
喷赤河西流经Langar然后在Ishkashim流出瓦罕走廊改往北流，在经过塔吉克斯坦山地巴达赫尚自治州首府霍罗格汇合其支流贡特河，在Rushon附近汇合其主要支流巴尔坦格河。然后它转向西南，再曲折西流，汇合瓦赫什河后，称阿姆河。